# Famille Bertran de Balanda
 (février 2021).
Si vous disposez d'ouvrages ou d'articles de référence ou si vous connaissez des sites web de qualité traitant du thème abordé ici, merci de compléter l'article en donnant les références utiles à sa vérifiabilité et en les liant à la section « Notes et références ».
Pour les articles homonymes, voir Familles Bertrand, Bertran et Balanda (homonymie).
La famille Bertran de Balanda, anciennement Bertran, est une famille d'ancienne bourgeoisie française. Elle a été autorisée à ajouter à son nom le patronyme de Balanda par décrets de 1952, 1992 et 1993[réf. nécessaire].
Elle compte parmi ses membres un général et des personnalités du sport hippique.

## Historique
La famille Bertran est une famille d'ancienne bourgeoisie originaire  de la province du Roussillon (de nos jours le département des Pyrénées-Orientales), issue de Thomas Bertran (1731-1794), docteur en droit, avocat et bourgeois de Perpignan. Les docteurs en droit et les avocats étaient assimilés à Perpignan, comme les bourgeois honorés, à la noblesse, mais il n'y a pas de consensus sur la transmissibilité de leurs privilèges.
Après une alliance en 1817 avec la famille de Balanda, descendant de citoyens nobles de l'Ancien Régime, elle a utilisé dés la fin du XIXe siècle le patronyme Bertran de Balanda, cet usage étant sanctionné par une autorisation légale par décret du 2 septembre 1952, puis par décrets du 24 juillet 1992, 24 février 1993 et 22 novembre 1993.[réf. nécessaire]
Depuis le XXe siècle cette famille se distingue particulièrement dans le monde de l'équitation.[réf. nécessaire]

## Filiation simplifiée
- Thomas Bertran (1731-1794), bourgeois de Perpignan
  - Thomas Bonnaventure Bertran (1791-1851), bourgeois de Perpignan.
    - Bonnaventure Bertran (1818-1893), avocat à Perpignan. Il épouse Joséphine Muxart.
      - Jean Bertran (1853-1934), X 1873, officier d'artillerie. Il épouse Marie Ferniol.
        - Henri Bertran (1887-1936), musicien.
        - Maurice Bertran de Balanda (1888-1976), X 1909, général de brigade. Il épouse Gabrielle Mollard. De ce mariage sont nés neuf enfants[4].

      - Henri Bertran (1854-1936), Saint-Cyr (promo. 1873-1875. archiduc Albert), chevalier de la Légion d'honneur, capitaine au 8ème hussards de Vienne. Il épouse Marie de Falguière.
        - Jehan Bertran (1885-1918), capitaine au 205ème régiment d'infanterie, mort pour la France, le 8 juin 1918 à Cannectancourt, (Oise).
        - Pierre Bertran dit Pierre Bertran de Balanda (1887-1946, cavalier français de saut d'obstacles. Il épouse Marie Sanguinetti (1886-1976)
          - Marc Bertran de Balanda (1927-2006), viticulteur. Il épouse Jacquette Farret d'Astiers[4].
            - Gilles Bertran de Balanda(1950), cavalier de saut d'obstacles.
            - Jehan Bertran de Balanda, né le 7 juillet 1954 à Toulouse, entraîneur français de chevaux de courses de galop. Il épouse Georgina Sanguinetti[4].
              - Nicolas Bertran de Balanda (1980), entraîneur français de chevaux de courses.

        - Paul Bertran (1893-1914), Saint-Cyr (promo. 1914), engagé au 46ème régiment d'infanterie, mort pour la France, le 8 octobre 1914 lors de la bataille de la Meuse.
        - Jacques Bertran (1889-1967), lieutenant-colonel. Alors capitaine du 164e régiment d'infanterie, il est nommé chevalier de la Légion d'honneur le 18 septembre 1918[5]. Il épouse  Marguerite Durthaller.
          - Xavier Bertran de Balanda (1920-1997) épouse Isabelle Sanguinetti
            - Thierry Bertran de Balanda épouse Juliette Ouillon.
              - Flavien Bertran de Balanda, né le 30 novembre 1979 et mort le 19 janvier 2022, chercheur à l'école pratique des hautes études et au centre d'histoire du XIXe siècle de la Sorbonne[6]. Il avait fait sa thèse sur Louis de Bonald, philosophe et homme politique (1754-1840), prix du jury de la fondation Napoléon[6]. Il avait cofondé en 2017 la société des études bonaldiennes[6]. Il faisait également partie du mouvement punk et fut fondateur du groupe Paris Violence. Il se faisait appeler « Flavien Bertran de Balanda, baron de Falguière »[7].

## Personnalités
- Maurice Bertran de Balanda (1888-1976), polytechnicien (X 1909), officier d'artillerie, général de brigade, officier de la Légion d'Honneur.
- Jehan Bertran (1885-1918), officier de marine marchande, capitaine au 205ème régiment d'infanterie, mort pour la France.

- Pierre Bertran de Balanda (1887-1946), cavalier, vice-champion olympique d'équitation en saut d'obstacles individuel aux Jeux olympiques d'Amsterdam en 1928.
- Gilles Bertran de Balanda (né en 1950), cavalier, vainqueur des championnats du monde de saut d'obstacle en individuel en 1982 et par équipe en 2002.

- Philippe Bertran de Balanda (né en 1975), officier supérieur, colonel du génie, commandant l'Unité d'instruction et d'intervention de la Sécurité civile de Brignoles (2022-2024), chevalier de la Légion d'Honneur.

## Armoiries
La famille Bertran de Balanda porte Parti, au I, d'azur à la bande de gueules bordée d'or (qui est Bertran), au II, de gueules à deux béliers d'argent passants l'un sur l'autre, accornés, accolés et clarinés d'or (qui est de Balanda).[réf. nécessaire]

## Alliances
Les principales alliances de la famille Bertran sont :

de Balanda (1817), Muxart (1852), Ferriol (1881), d'Arexy (1883), de Falguières (1885), Sanguinetti (1911, 1919, 1947), Mollard (1918), Durthaller (1919), Durand-Fontanel (1934), Rous de Feneyrols (1943), Delaittre (1946), Lunet de La Malène (1948), de Lagarcie (1951), Joubert (v.1960), Rose (1970, 1971), de Lavalette (1972), Guillot (1973), Lacombe de Lapeyrouse (1975), Heurard de Fontgalland (v.1975),  de Gavoty (1976), Balleyguier (1980), Driard (1985), Burkard (v.1985), Jonquères d'Oriola (1986), Tenaille (1987), Bertonnier (1988), Thomazo (1992), Brintet (1992), Durand-Coupel de Saint-Front (1993), Coppens d'Eeckenbrugge (1995), de Sars (2000), Fraval de Coatparquet (v.2000), Pouget (v.2000), du Réau de La Gaignonnière (v.2005), Tréca (v.2005), Dargnies (v.2005), Lacarrière (v.2010), Ferrière (2018), Urresola (2020), Couprie (2024).

## Postérité
- Rue Jean Bertran de Balanda, à Perpignan[8].

## Pour approfondir